# Троицкий, Павел Иванович
Павел Иванович Троицкий (1888, Москва, Российская империя — 22 января или 22 февраля 1965, Канны, Франция) — русский и французский эстрадный исполнитель, куплетист, певец, конферансье, артист театра, пародии и разговорного жанра.

## Биография
Дебютировал как конферансье и куплетист в московском ресторане «Яр». Начиная с 1914 года его имя появляется, в качестве приглашенного артиста, в представлениях Театра Валентины Лин в Петрограде:
Шантанные аттракционы могли чередоваться с выступлениями артистов, приглашенных из Императорского театра; иностранных этуалей сменяли отечественные гастролеры самого разного толка: куплетист Павел Троицкий — и артистка Императорского Мариинского театра М. А. Михайлова, «еврейский куплетист и мастер жаргонных анекдотов П. Г. Бернардов», роликобежцы Мартель и Бентли — и известная прима-балерина Л. И. Гаврилова-Чистякова; выписанная из-за границы певица Стэлла Мартэ, поражавшая зрителей тем, что дуэт из «Марии-Мари» она ухитрялась петь одна на два голоса, — и «мастер одесских анекдотов под Хенкина» И. С. Руденков.
Сценический образ озорника, циника и фрондера, полный неприкрытого презрения к буржуа, к купающейся в роскоши аристократии, пришелся ко двору эпохи больших перемен в жизни государства. Артист сам себе аккомпанировал на гитаре и относился к так называемым "салонным куплетистам". Его многочисленные выступления в московских и петроградских театрах миниатюр, ресторанах и городских кинематографах делают Троицкого узнаваемым исполнителем. Вот как описывает артиста известный советский и российский искусствовед и историк театра Юрий Арсеньевич Дмитриев:
Павел Троицкий в бархатном пиджаке с хризантемой в петлице, в цилиндре, одетом с особой лихостью набок, с гитарой в руках чем-то напоминал Робинзона из пьесы А. Н. Островского «Бесприданница». Троицкий играл озорника, забияку, циника и фрондера, который ко всему относился наплевательски. Жить в свое удовольствие — вот его девиз, и ему все следует подчинить. До сколько-нибудь значительных проблем Троицкий, как правило, никогда не поднимался.
Московский журнал «Рампа и жизнь» был более критичен в оценке:
А в “Пиккадилли” на Тверской, царит дурной тон. Это не театр, а какая-то сплошная гримаса большого города. … Провинциальный артистический мир посылает сюда своих самых развязных представителей — талантливый, но очень дурного тона куплетист Троицкий, виртуоз Туишев, игравший на гармонике.
Революционные события 1917 года заставили Павла Троицкого искать ангажемент за пределами Москвы и Петрограда. Куплеты с пророческим припевом: «Останутся одни товарищи и больше ни черта» звучали слишком провокационно для площадок двух столиц. "Прежде, — говорил сам Троицкий, — мчится поезд и в нем сидят буржуи, а теперь, шалишь, поезд стоит и мимо него идут все рабочие, да рабочие, буржуев и не видно; прежде на улице стоял городовой, сам не знал, для чего он стоит, а теперь милицейский — только заметит бешеную собаку — стреляет, и, глядишь, лежит на мостовой кто-либо из гуляющих; немцы прежде хвастали, что возьмут Ригу, а теперь дудки, мы сами там скоро будем". Свои куплеты Троицкий заканчивал мечтательным заявлением: "Пойду-ка я все-таки завтра на базар, посмотрю в последний раз на белый хлеб".
В 1917 году Троицкий начинает работать в Киеве (в варьете и театрах миниатюр) на положении «любимчика публики», талантливого мастера экспромта.

Из воспоминаний А. Н. Вертинского о гастролях в Киеве 1917 года:
Вместе со мной на гастроли приехал и мой друг Павел Троицкий, уже известный комик и куплетист. Чтоб развеять свою грусть, отправился в гостиницу. Павел был уже навеселе и обрадовался моему приходу, особенно увидав на мне новые, чудесные, желтые, заграничные туфли. Привязался: Давай их пропьем! Я пробовал возражать: «Зачем пропивать если у нас полно денег?» Но он был неумолим. «Какой интерес пить на деньги, когда их полно?» «Будь добр, дай я их свезу на толкучку». Чокнувшись с ним раз, другой, третий, я почувствовал, что идея Павла начинает захватывать и меня. Смелая идея, оригинальная! И вот Павел, только купивший мотоцикл и еще не научившийся на нем ездить, берет туфли и катит на Подол. Продает первому встречному. Через час возвращается: рожа разбита в кровь – налетел на столб, но смотрит героем. Разжимает кулак и на стол грязные мокрые рубли. Через три часа без своих чудных заграничных туфель я ехал на извозчике в свою гостиницу.
Служитель, распахнувший передо мной дверь, изумленно смотрел на мои носки. Что же касается Павла, то прощаясь со мной, обняв и расцеловав, сказал: «Ты настоящий друг!»
И заплакал. И я еле себя сдержал тоже. Нет! Ботинок было не жалко. Жалко было, что еще одно мгновенье кануло в прошлое….
После Киева была неспокойная, но еще довольно богемная Одесса. Частые перемены власти в городе стали поводом для сатирического описания действительности, что неоднократно доставляло проблемы исполнителю. Так Троицкий был привлечен к ответственности за исполнение куплетов "Когда дела плохие, то вывеску меняют", направленных против Центральной Рады. Большевики также удостоились упоминания в юморесках куплетиста. Во время захвата города на рейде стал крейсер «Алмаз» и угрожающе направил на город орудия. В городе хватали всех, заподозренных в сочувствии добровольцам. Приводили арестованных на корабль, без суда и следствия расстреливали только по одному доносу. Трупы расстрелянных выбрасывали в море. Позже, когда город вторично перешел в руки Добровольческой армии, Троицкий описал эти события в куплетах: «Ой, яблочко! Да куды котишься? – на “Алмаз” попадешь, не воротишься».
В 1920 году с потоком русской эмиграции бежит из Одессы в Турцию. Затем - в страны Восточной Европы.
Подружился с русским оперным и эстрадным певцом Юрием Морфесси, с которым впоследствии неоднократно выступали в сборных концертах во Франции, Румынии, Сербии.
В июне 1923 года в Сопоте знакомится с писателем Аркадием Аверченко. Совместно с Аверченко, актером Евгением Искольдовым, его супругой Раисой Раич, и другими артистами проводят вечер миниатюр в этом польском городе. В архиве Аверченко сохранилась фотография, на которой компания запечатлена на знаменитом деревянном сопотском моле. Павел Троицкий во время этих гастролей подарил писателю свой портрет с дарственной надписью: "Аркадий Тимофеевич! Вас мало читать, чтобы знать. Вас нужно видеть и слышать в жизни, чтобы не забыть никогда. Ваш искренний друг, Павел Троицкий".
В 1924 году оказался во Франции. В Париже работал гримером на киностудиях, выступал на сцене как конферансье, исполнитель жанровых миниатюр и скетчей, автор и исполнитель юмористических куплетов и песенок. Работал в развлекательных программах в различных ресторанах. С 1925 года был участником и ведущим вечеров и концертов в Русском литературно-артистическом кружке.
В 1927 году вместе с Морфесси выступал в качестве конферансье, рассказчика и певца в белградском ресторане "Русская семья" известного ресторатора и антрепренёра Марка Ивановича Гарапича.
В 1930-е годы конферирует и исполняет куплеты и пародии в парижских ресторанах и артистических клубах "Джигит" и "Теремок".  Его часто можно было увидеть, в качестве эстрадного артиста на благотворительных балах, вечерах, концертах в Союзе галлиполийцев, Обществе русских врачей имени Мечникова, в землячествах, в воинских объединениях, в русских домах под Парижем, в Союзе русских адвокатов, в редакции «Иллюстрированной России».
10 ноября 1931 года работал конферансье «капустника» в недавно открытом русском ресторане "У Артистов" на улице Леклюз в Париже, во время которого был убит бывший присяжный поверенный, издатель журнала "Мир и творчество" Борис Гдальевич (Витальевич) Домбровский - дядя писателя Юрия Домбровского.
В 1930-х годах записывает и выпускает во Франции несколько граммофонных пластинок с собственными пародиями на песни Вертинского.

Известный советский футболист, тренер А. П. Старостин вспоминал:
Побывали мы с Яншиным и в эмигрантском филиале известного до революции московского ресторана "Мартьяныч" в районе Монпарнаса – "в целях ознакомления с бытом артистической эмиграции", – куда нас сопровождала посольский работник по культуре, милейшая болельщица футбола и театра Н. Натарьева. Там же под гитару популярный артист Павел Троицкий исполнял свою пародию на Вертинского – "Я знаю, Саша не был в Сингапуре" – и со слезами на глазах расспрашивал нас о своих сподвижниках по искусству В. Я. Хенкине, А. А. Менделевиче, завидуя тому, что они с огромным успехом выступают в «Эрмитаже» и в «Аквариуме». Он замирал при упоминании названий московских улиц – Каретный ряд, Садовая Триумфальная – и, хватаясь за голову руками, повторял: "О, боже мой! О, боже мой!" Пел и единственный из эстрадных артистов дореволюционного времени, получивший звание "солист его Императорского Величества", Юрий Спиридонович Морфесси, грек по происхождению, с белоснежной шевелюрой, розовощекий, с черными бровями "под Станиславского". У него в свое время московские цыгане учились петь цыганские таборные песни и салонные романсы. Здесь же он пел по заказу иностранных туристов, считавших посещение "Мартьяныча" в Париже непременной данью моде. Спев свой коронный романс "Поздно было влюбляться" и получив за исполнение от английского туриста сувенир, кажется часы, Морфесси со вздохом показал их нам и грустно произнес: "Вот так мы и живем". Они не скрывали своей ностальгии. Она читалась в их глазах, кричала словами романса "Тоска мне выжгла очи". Мы испытывали к ним чувство сострадания. Они были благодарны нам за понимание их душевного надрыва, свою трудную судьбу они воспринимали как расплату за добровольную ошибку. И пели весь вечер не для иностранных посетителей, а для нас.
В годы Второй мировой войны и после ее окончания показывал сатирические номера, проводил вечера юмора, продолжал участвовать в дивертисментах, конферировал, пел куплеты, выступал в качестве артиста оперетты (оперетта А. Загорского «Мексиканская дуэль»), играл в миниатюрах (пьеса А. Аверченко «Старики»). Работал в небольших русскоязычных труппах "Театр без занавеса", "Русский драматический театр под руководством Ксении Коралли - Питоевой", "Русский театр миниатюр". Участвовал в сатирических скетчах Н. Евреинова («Школа этуалей», «Степик и Манюрочка», «Муж, жена и любовник», «Конец в начале»), многочисленных творческих и благотворительных вечерах в поддержку русской эмиграции.
В 1950-е годы, помимо эстрадных представлений, принимает участие в вечерах, посвященных русскому театру, творчеству А. П. Чехова и Л. Н. Толстого. В 1950 и 1952 годах был приглашенным артистом на вечерах газеты «Русская мысль». Его эстрадные выступления в последние годы проходили под аккомпанемент аккордеониста Л. Волкова, исполнителя попурри русских песен и цыганских романсов. В 1957 году русским эмигрантским сообществом Парижа было устроено чествование Павла Троицкого в рамках его концертной программы «Мне есть, о чем поговорить, а вам — подумать».
В начале 1960-х годов покидает Париж и переезжает на юг Франции. В 1962 Троицкий поселился в Русском доме престарелых Толстовского фонда в Каннах, но, даже будучи тяжело больным, участвовал в Каннах в вечере поэзии Пушкина и Лермонтова, а чуть позже в Ницце в Пушкинском вечере, исполнив сцены из «Бориса Годунова». Это было последнее выступление артиста.
Павел Троицкий скончался в начале 1965 года, похоронен на кладбище Кокад (Русском кладбище) в Ницце.